# Paul Milliet (évêque)
Pour les articles homonymes, voir Paul Milliet.
Paul Milliet, dit communément Paul Milliet de Challes, voire plus rarement Paul Milliet de Faverges, né le 7 décembre 1599 et mort le 31 octobre 1656 à Turin, est un prélat savoyard du XVIIe siècle, évêque de Maurienne, issu de la famille Milliet.

## Biographie

### Origines
Paul Milliet est né le 7 décembre 1599,. Il est le fils de François-Amédée Milliet, comte de Faverges, conseiller d'État, et de sa seconde épouse Diane Costa d'Arignano. Son jeune frère, Philibert Milliet de Faverges (1601-1663), est évêque d'Aoste (1656-1658), puis 66e évêque d'Ivrée (1658 à 1663).
Il est le neveu de Philibert Milliet (1590-1624), évêque de Maurienne, puis archevêque de Turin,.

### Carrière ecclésiastique
Paul Milliet possède une formation de théologien et de jurisconsulte. L'historien du XVIIIe siècle, Joseph-Antoine Besson, le décrit comme « une des créatures du cardinal Maurice de Savoie ». Il est chambrier du pape Urbain VIII.
En 1641, il est nommé évêque de Maurienne et fait chancelier de l'Ordre de Savoie,. Cependant sa nomination n'est validée par Madame Royale, Christine de France, qu'en 1640. Il commence à officier en 1642, par l'intermédiaire de « son procureur Pierre Duvernai, vicaire général de Maurienne ». Il fonde la chapelle Saint-Honoré de la cathédrale Saint-Jean-Baptiste de Saint-Jean-de-Maurienne.
Son épiscopat se caractérise par la défense des immunités ecclésiastiques face aux officiers du duc de Savoie, l'obligeant à se rendre à Turin, où il va décéder,, le 31 octobre 1656,. Il y est enterré.

## Armoiries épiscopales

Les armes de la famille Milliet.

Les armes du prélat, aux couleurs de la famille Milliet, se trouvent représentées au bas et de part et d'autre de l'arc d'entrée de la chapelle qu'il fonde dans la cathédrale Saint-Jean-Baptiste de Saint-Jean-de-Maurienne. Elles se blasonnent ainsi : d'azur au chevron d'or, chargé d'un chevron de gueules, accompagné de trois « étoiles du second ».